# Pjorun ne kaszume
A Pjorun ne kaszume (hangul: 별은 내가슴에, RR: Byeoreun nae gaseumae), angol címén Star In My Heart egy 1997-ben bemutatott, 16 részes dél-koreai televíziós sorozat, mely valószínűleg nagy szerepet játszott a koreai hullám néven ismert kulturális jelenség elindításában. A sorozat szupersztárrá emelte a főszereplő An Dzseukot Ázsiában.

## Történet
A sorozat egy tehetséges árva lányról szól, akit elhunyt édesapja egyik barátja fogad örökbe, az új családja, különösképpen a mostohanyja és a mostohanővére azonban nem látja szívesen. A lánynak két tehetséges fiú is udvarolni kezd, egy popsztár, akinek gazdag édesapja ellenzi a választott hivatását, és egy divatcég fiatal tulajdonosa, aki segít a lánynak divattervezővé válni.